# Schweißtechnische Lehr- und Versuchsanstalt
Eine Schweißtechnische Lehr- und Versuchsanstalt (SLV) ist eine auf Schweißtechnik spezialisierte gemeinnützige Einrichtung, die zur Dachorganisation GSI – Gesellschaft für Schweißtechnik International mbH gehört.

## Geschichte
Die Gesellschaft für Schweißtechnik International mbH (GSI) wurde 1999 vom DVS – Deutscher Verband für Schweißen und verwandte Verfahren e. V. gegründet und ist ein Zusammenschluss von Schweißtechnischen Lehr- und Versuchsanstalten (SLVs) mit Erfahrung in der Verbindungs- und Prüftechnik. Die GSI ist eine gemeinnützige GmbH, die für Einzelpersonen, Handwerksbetriebe, Industriefirmen, Behörden und Forschungsgremien arbeitet. Das Ziel der GSI ist die gemeinsame Ausbildung und Beratung sowie der Technologietransfer im In- und Ausland. Ihren Standort hat sie in Düsseldorf.

## Niederlassungen der GSI SLV

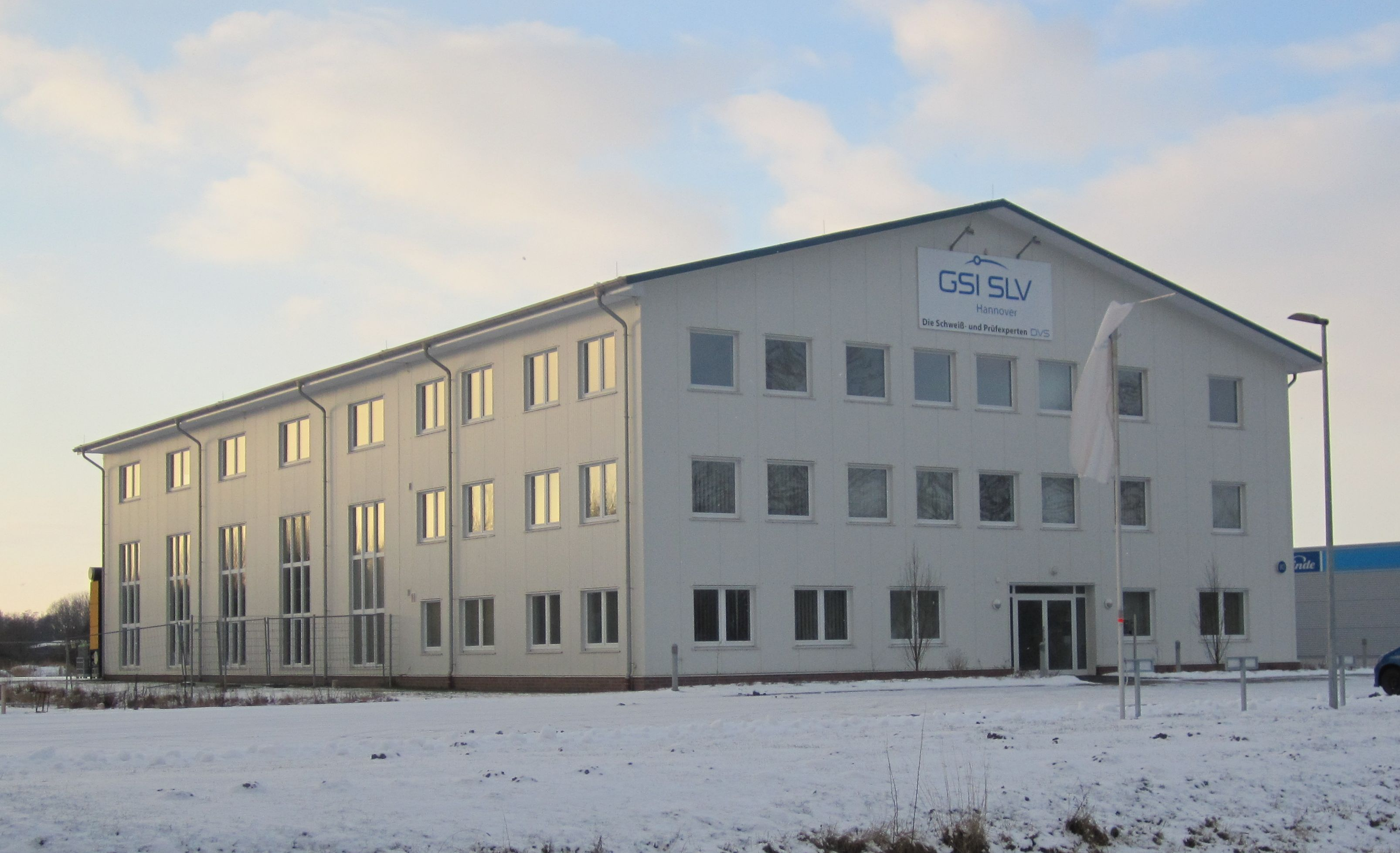
Bildungszentrum in Wilhelmshaven, eine Außenstelle der SLV Hannover

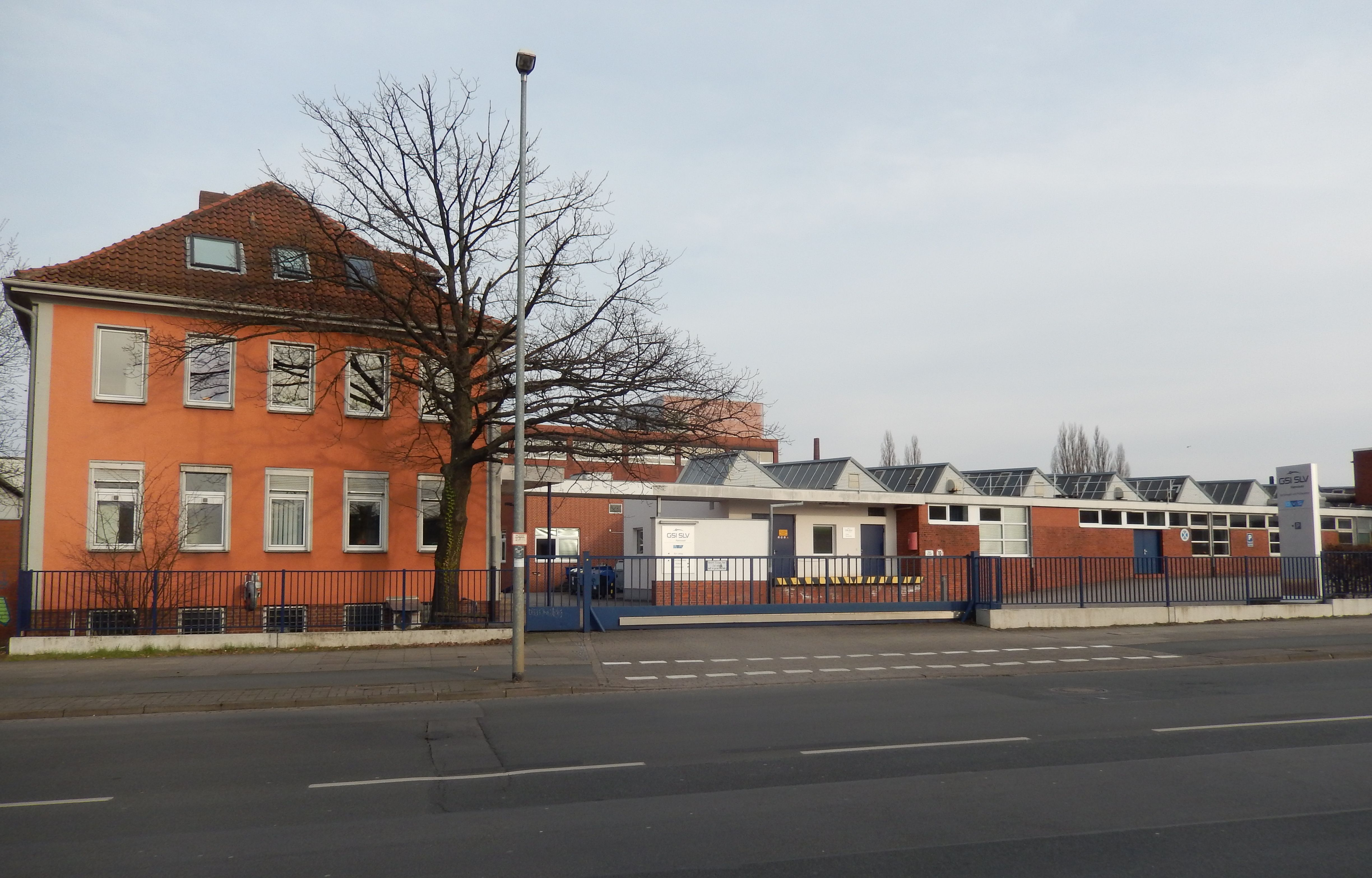
GSI SLV am Lindener Hafen Hannover

Schweißtechnische Lehr- und Versuchsanstalten des Unternehmens befinden sich in Berlin, Duisburg, Fellbach, Hannover, München und Saarbrücken. Die Schweißtechnische Kursstätte befindet sich in Bielefeld und die Niederlassung Bildungszentren Rhein-Ruhr in Oberhausen.
Niederlassungen außerhalb Deutschlands sind die SSV Praha (Tschechien), die SLV-GSI in Polen, die German Egyptian Welding Center in Ägypten, die GSI Baltikum OÜ in Estland, die GSI Kunshan in China und die GSI SLV in der Türkei.

## Kooperierende Einrichtungen
Kooperierende Schweißtechnische Lehr- und Versuchsanstalt der GSI SLV befinden sich in Halle, Mannheim, Mecklenburg-Vorpommern und Hamburg. In Übach-Palenberg befindet sich die Technologie-Centrum-Kleben (TC-Kleben) GmbH und in Berlin die MPA Kalibrierdienst GmbH.